# Autostrade Centropadane
Autostrade Centropadane S.p.A. è un'azienda italiana che opera nel settore della gestione in concessione di tratti autostradali, fondata nel 1960 ma attiva dal 1971 e rinnovata nel 2018. Ha gestito gli 88,6 km del tratto Piacenza - Brescia dell'Autostrada A21 e la diramazione per Fiorenzuola d'Arda fino alla scadenza della concessione il 1º marzo 2018.
Nel 2018 è nata Centro Padane Srl (controllata al 50% dalla Provincia di Brescia e al 50% da quella di Cremona), che si occupa soprattutto di manutenzione stradale e interventi di messa in sicurezza degli edifici pubblici per conto dei soci.